# Ferie på hjul
Ferie på hjul er en dansk dokumentarfilm fra 1964 instrueret af Aksel Hald-Christensen.

## Handling
Rejsefotografen Aksel Hald-Christensen og familien kører i bil med campingvogn bagpå ned gennem Tyskland: Lübeck, Ratzeburg, Mölln, Lüneburg, Würzburg, Bad Mergentheim, Rothenburg ob der Tauber, Dinkelsbühl, Nördlingen, Donauwörth, Donau. Østrig: Innsbruck, Brennerpasset. Italien: Gardasøen, Lazise, Sirmione, Verona med arenaen, Julie og Romeos balkon, Sabbioneta, Venedig med Markuskirken og Markuspladsen. Mange idylliske optagelser fra campinglivet ved Gardasøen. Og virkelig mange folkevognsbobler på vejene.